# Suikoden IV
Suikoden IV, intitulé Gensō Suikoden IV (幻想水滸伝IV) au Japon, est un jeu vidéo développé et édité par Konami. Il s’agit d’un jeu de rôle sorti en août 2004 sur PlayStation 2. Il fait partie de la série Suikoden
L'histoire se situe 150 ans avant Suikoden et relate l'histoire de Lazlo qui vit sur l'île de Razril et de la rune de punition l'une des 27 vraies runes.
Le jeu connaît une suite en 2005, Suikoden Tactics.

## Système de jeu
Tout comme son prédécesseur, Suikoden IV comporte plusieurs innovations. La plus marquante d'entre elles étant le système de combat; en effet, les précédents opus de la série permettaient de jouer jusqu'à 6 personnages à la fois lors des combats, alors qu'ici le nombre de combattants a été réduit à 4. Le système des Runes quant à lui a fait un retour en arrière par rapport à Suikoden III. Il a simplement subi un léger "lifting" car désormais il est possible d'associer jusqu'à 3 Runes par personnages (Tête, Main droite et Main gauche).
L'innovation ne s'arrête pas là, le jeu s'axe sur un univers marin qui est assez rarement exploité dans le monde vidéo-ludique. De plus, les batailles d'armées se jouent désormais uniquement sur l'eau et ressemblent plutôt à de la bataille navale contrairement aux précédents épisodes qui se déroulaient principalement sur la terre ferme.

## Accueil
| Publication                         | Note                               |
| ----------------------------------- | ---------------------------------- |
| JPN Famitsu                         | 30 sur 40                          |
| AN GameSpot                         | 6,7 sur 10                         |
| AN IGN                              | 7,9 sur 10                         |
| RU Edge                             | 4 sur 10                           |
| FR Gamekult                         | 6 sur 10                           |
| FR Jeuxvideo.com                    | 15 sur 20                          |
| Compilations de plusieurs critiques |                                    |
| GameRankings                        | 67 % (basé sur 52 critiques)       |
| Metacritic                          | 63 sur 100 (basé sur 44 critiques) |